# Don Zimmer
Donald William Zimmer (Cincinnati, 17 januari 1931 – Dunedin (Florida), 4 juni 2014) was een Amerikaanse honkballer, manager en coach in Major League Baseball (MLB) en Nippon Professional Baseball (NPB). Zimmer was betrokken bij het professionele honkbal vanaf 1949 tot aan zijn dood, een periode van 65 jaar, over 8 decennia.
Zimmer tekende in 1949 bij de Brooklyn Dodgers zijn eerste contract. Hij speelde in de MLB voor de Dodgers (1954-1959, 1963), Chicago Cubs (1960-1961), New York Mets (1962), Cincinnati Reds (1962) en Washington Senators (1963-1965). Hierna speelde hij in Japen, in de NPB voor de Toei Flyers (1966).
Zimmer speelde ook winter honkbal met de Elefantes de Cienfuegos en de Tigres de Marianao in de Cubaanse competitie in het seizoen 1952-1953. Zo speelde hij ook voor de Puerto Ricaanse kampioen Cangrejeros de Santurce in het seizoen 1954-1955. Zimmer leidde zijn team naar de Caribbean Series-titel en voerde alle slagmannen aan met een slaggemiddelde van .400 (8-uit-20), drie homeruns en een .950 slugging-percentage. Ook eiste hij de titel van beste speler op.
Tijdens een minor league-wedstrijd op 7 juli 1953 werd Zimmer op zijn hoofd geraakt door een worp van Jim Kirk en hij verloor zijn bewustzijn. Hij ontwikkelde bloedstolsels in zijn hersenen, die door middel van twee operaties verwijderd waren. Hij werd twee weken later wakker en dacht dat het de dag na de wedstrijd was waar het incident plaatsvond. Dit leidde er uiteindelijk toe dat Major League Baseball honkbal helmen voor de slagman invoerde als veiligheidsmaatregel.
Nadat hij met pensioen was gegaan als speler begon Zimmer zijn carrière als coach. Hij werkte in Minor League Baseball, voordat hij de Montreal Expos (1971), San Diego Padres (1972), Boston Red Sox (1974-1976, 1992) New York Yankees (1983, 1986, 1996-2003), Cubs (1984-) 1986), San Francisco Giants (1987), Colorado Rockies (1993-1995) en Tampa Bay Devil Rays / Rays (2004-2014) coachte. Hij was manager voor de Padres (1972-1973), Red Sox (1976-1980), Texas Rangers (1981-1982) en Cubs (1988-1991).